# Новоолександрівське (Синельниківський район)
Новоолекса́ндрівське — село в Україні, у Славгородській селищній територіальній громаді Синельниківського району Дніпропетровської області. Населення за переписом 2001 року становить 66 осіб. Орган місцевого самоврядування - Славгородська селищна рада.

## Історія
7 (20) листопада 1917 року, відповідно до Третього Універсалу Української Центральної Ради, увійшло до складу Української Народної Республіки.
12 червня 2020 року, відповідно до розпорядження Кабінету Міністрів України № 709-р від «Про визначення адміністративних центрів та затвердження територій територіальних громад Дніпропетровської області», увійшло до складу Славгородської селищної громади.
19 липня 2020 року, в результаті адміністративно-територіальної реформи та ліквідації   Синельниківського (1923—2020)району, село увійшло до складу новоутвореного Синельниківського району.

## Географія
Село Новоолександрівське знаходиться на правому березі річки Нижня Терса, вище за течією на відстані 0,5 км розташоване село Тургенєвка, нижче за течією примикає село Володимирівське, на протилежному березі - села Третяківка і Тургенєвка. По селу протікає пересихаючий струмок з загатою.

## Інтернет-посилання
- Погода в селі Новоолександрівське [Архівовано 21 грудня 2011 у Wayback Machine.]